# Catalina Denis

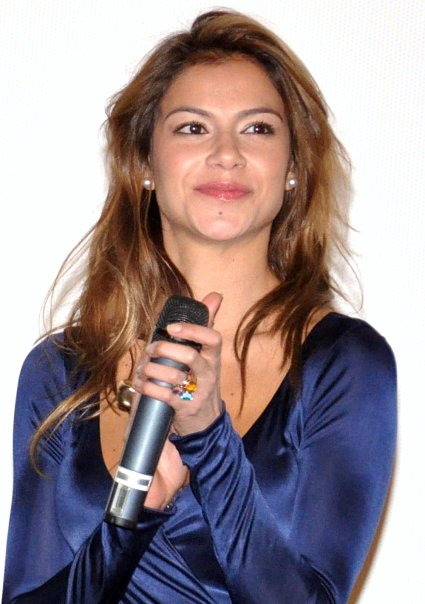
Catalina Denis (2010)

Catalina Zarate Denis (geborene Andrea Catalina Zarate Bernal; * 7. Januar 1985 in Bucaramanga, Kolumbien) ist eine kolumbianische Schauspielerin und Model.

## Leben
Bis zu ihrem 18. Lebensjahr lebte Catalina Zarate Denis in Kolumbien und arbeitete als Fernsehmoderatorin und Model. Seit 2003 lebt sie in Frankreich und spielte kleinere Nebenrollen in Spielfilmen wie Taxi 4 und Le Mac – Doppelt knallt’s besser.
Seit 2010 ist sie mit dem Schauspieler Germain Denis verheiratet.

## Filmografie (Auswahl)
- 2007: Taxi 4
- 2008: Go Fast
- 2010: Le Mac – Doppelt knallt’s besser (Le Mac)
- 2010: Paris Express (Coursier)
- 2011: Sleepless Night – Nacht der Vergeltung (Nuit blanche)
- 2014: Brick Mansions